# Psychotria febrifuga
Psychotria febrifuga là một loài thực vật có hoa trong họ Thiến thảo. Loài này được Poepp. miêu tả khoa học đầu tiên năm 1841.